# Alexander Barrow
Alexander Barrow (Nashville, 1801. március 27. – Baltimore, 1846. december 29.) az Amerikai Egyesült Államok szenátora (Louisiana, 1841–1846).